# Jihomoravské Karpaty

Vnější Západní Karpaty, Jihomoravské Karpaty vyznačeny červeným polem

Jihomoravské Karpaty (německy Österreichisch-Südmährische Karpaten) jsou geomorfologická oblast na jižní Moravě a v severovýchodním Rakousku spadající pod geomorfologickou subprovincii Vnější Západní Karpaty.
Člení se na geomorfologické celky:
- Mikulovská vrchovina
  - Pavlovské vrchy (Děvín 550 m)
  - Milovická pahorkatina (Stará hora 351 m)
- Niederösterreichische Inselbergschwelle.
  - Falkensteiner Berge (Galgenberg 425 m)
  - Staatzer Klippe (Staatzer Berg 332 m)
  - Leiser Berge (Buschberg 491 m)
  - Rohrwald (Michelberg 409 m)

Jihomoravské Karpaty jsou tvořeny flyšovými jílovci a pískovci, neogenními sedimenty a sprašemi s vypreparovanými bloky jurského vápence.